# 土屋真由美
土屋 真由美（つちや まゆみ、1978年10月8日 - ）は、日本の女優、声優。神奈川県出身。劇団BQMAP所属。

## 略歴
2001年に劇団BQMAPに入団。

## 出演

### テレビアニメ
2005年
- 銀牙伝説WEED（仔犬）
- 蟲師（女、村の女）

2006年
- 妖怪人間ベム（男の子、クラスメイト、子供、ナース、生徒、妖怪の子）

2007年
- おじゃる丸（主婦）
- おねがいマイメロディ すっきり♪（平、OL、エスティシャン）

2008年
- 遊☆戯☆王5D's（トビー）

2009年
- ジュエルペット（2009年 - 2013年、ラルド、子供） - 5シリーズ

2011年
- 夏目友人帳 参（子供、女子生徒）

2014年
- 蟲師 続章（港の女性）

### 劇場アニメ
- 星を追う子ども（2011年、生徒）
- 放課後ミッドナイターズ（2012年）
- ジュエルペット あたっくとらべる!（2020年、ラルド[4]）

### Webアニメ
- 星空キセキ（2006年、部員）

### ゲーム
- 遊☆戯☆王ファイブディーズ タッグフォース4（2009年、一般キャラクター）
- 遊☆戯☆王ファイブディーズ タッグフォース5（2010年、一般キャラクター）
- 遊☆戯☆王ファイブディーズ タッグフォース6（2011年、一般キャラクター）